# Reliefy Campana

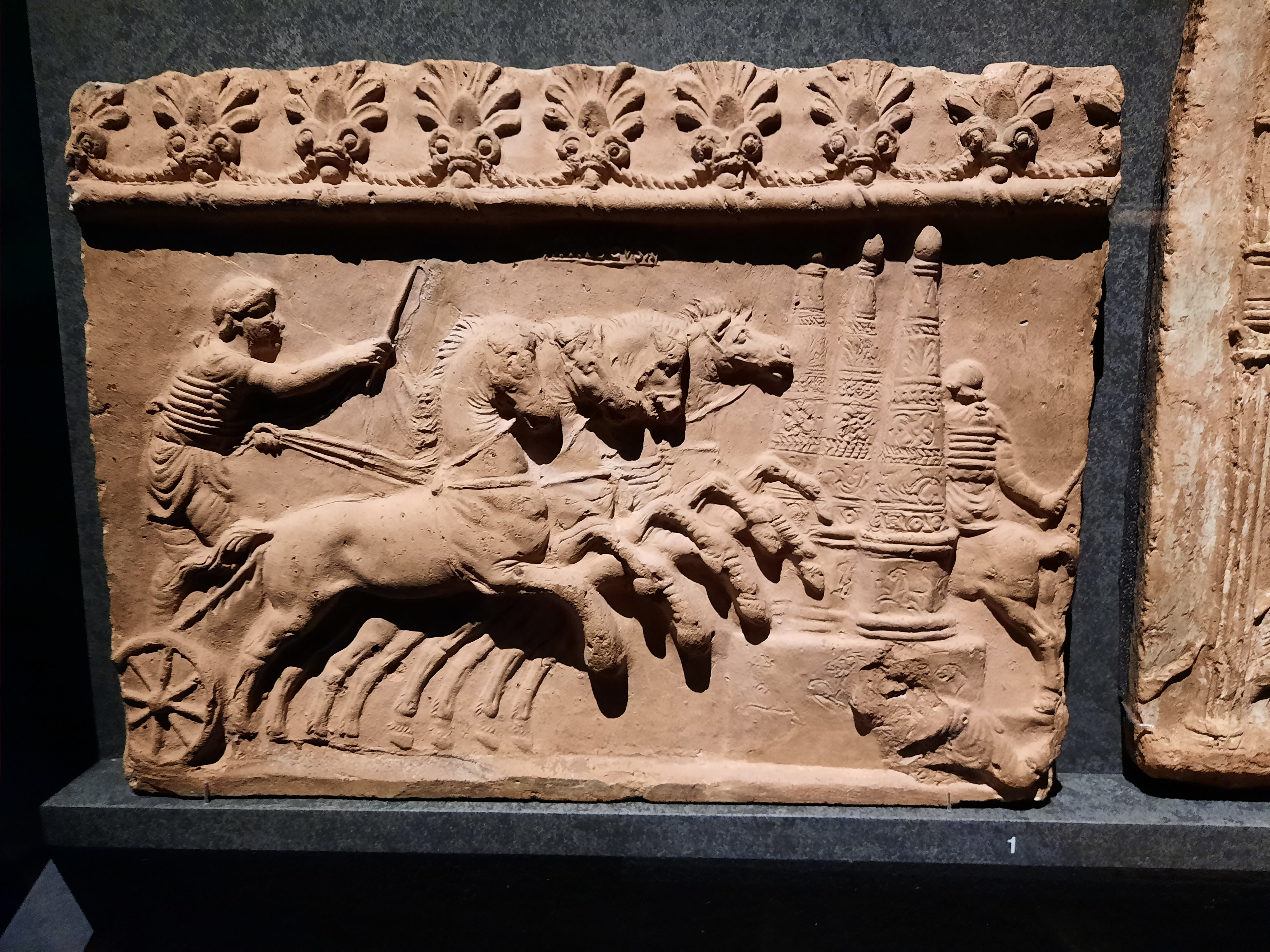
Relief Campana z przedstawieniem wyścigu rydwanów w cyrku (zbiory Luwru)

Reliefy Campana – rodzaj masowo wytwarzanych reliefów z terakoty, produkowanych w starożytnym Rzymie w okresie późnej republiki i wczesnego cesarstwa (od ok. 50 p.n.e. do ok. 150 n.e.). 
Ich nazwa pochodzi od nazwiska włoskiego kolekcjonera, markiza Giampietro Campany, który w połowie XIX wieku zgromadził ich bogaty zbiór. Po śmierci właściciela jego kolekcja uległa rozproszeniu po różnych muzeach europejskich.
Większość znalezisk tych reliefów pochodzi z terenu miasta Rzymu i środkowej Italii. Używane były one w dekoracji górnych partii wewnętrznych ścian świątyń i pałaców, na niektórych zachowały się uchwyty do mocowania. Przypuszczalnie łączone były kompozycyjnie we fryzy. Plakiety były wytwarzane masowo jako odciski z matryc, w jednolitym kształcie zbliżonym do kwadratu lub poziomego prostokąta, ich wysokość rzadko przekraczała 0,5 m. Górna, a czasem i dolna, krawędź reliefu zdobiona była ornamentem ciągłym w formie wolich oczu, palmety lub liści akantu, jego pole wypełniała natomiast kompozycja figuralna. Zachowane ślady farb wskazują, że reliefy były polichromowane.
Kompozycje zdobiące reliefy Campana przedstawiały sceny z mitologii (m.in. czyny Heraklesa i Tezeusza, przygody Odyseusza, amazonomachię), scenki rodzajowe (zawody cyrkowe, obrzędy religijne, pejzaże bukoliczne) oraz elementy czysto dekoracyjne w postaci motywów roślinnych wzbogaconych przedstawieniem figuralnym.